# Maddie Hasson
Madelaine Hasson (ur. 4 stycznia 1995 w New Bern) – amerykańska aktorka, która wystąpiła m.in. w serialach: Impulse, Twisted i The Finder.

## Filmografia

### Filmy
| Rok  | Tytuł                                     | Rola                 | Uwagi       |
| ---- | ----------------------------------------- | -------------------- | ----------- |
| 2011 | Boże, błogosław Amerykę                   | Chloe                |             |
| 2013 | Bez szans                                 | Renee Donohue        |             |
| 2015 | I Saw the Light. Historia Hanka Williamsa | Billie Jean          |             |
| 2015 | A Light Beneath Their Feet                | Daschulla            |             |
| 2017 | Dobre po złym (More Than Enough)          | Shelly               |             |
| 2017 | Ape                                       | Blonde               | krótkometr. |
| 2017 | Nowicjat (Novitiate)                      | Sister Sissy         |             |
| 2019 | We Summon the Darkness                    | Valerie              |             |
| 2021 | Wcielenie (Malignant)                     | Sydney Lake-Mitchell |             |
| 2022 | Taurus                                    | Ilana                |             |
| 2022 | Fixation                                  | Dora                 |             |
| 2024 | Bone Lake                                 | Sage                 |             |
| 2024 | Strefa (Elevation)                        | Katie                |             |

### Telewizja
| Rok        | Tytuł                    | Rola                    | Uwagi                   |
| ---------- | ------------------------ | ----------------------- | ----------------------- |
| 2012       | The Finder               | Willa Monday            | w gł. obsadzie, 13 odc. |
| 2012       | Grimm                    | Carly Kampfer           | 1 odc.                  |
| 2013–2014  | Twisted                  | Jo Masterson            | w gł. obsadzie, 20 odc. |
| 2017, 2019 | Mr. Mercedes             | Allie                   | 4 odc.                  |
| 2018–2019  | Impulse                  | Henrietta "Henry" Coles | gł. rola, 20 odc.       |
| 2022, 2025 | Zwerbowany (The Recruit) | Marta; Nichka Lachin    | 8 odc.                  |